# 796 Sarita
796 Sarita eller 1914 VH är en asteroid i huvudbältet, som upptäcktes den 15 oktober 1914 av den tyske astronomen Karl Wilhelm Reinmuth. Ursprunget till asteroidens namn är okänt.
Asteroiden har en diameter på ungefär 43 kilometer.